# Jurjevo
Jurjevo, Jurjevdan je blagdan svetog Jurja, 23. travnja, kojega neke pravoslavne crkve obilježavaju 6. svibnja prema julijanskom kalendaru.

## Starohrvatski
Kod Hrvata svetom Jurju često se daje pridjev zeleni. Hrvatska narodna pjesma (npr. "Prešel je prešel pisani Vuzem, došel je došel Jura zeleni"), te mnogobrojne jurjevske običaje vezane su uz zelenilo i plodnost, osobito na sjeverozapadu Hrvatske. Tradicija slavljenja Jurjeva posebno je raširena u Turopolju.

## Ostali Slaveni i Balti
Kod Srba zove se Đurđevdan, kod Makedonaca Ѓурѓовден, kod Bugara Гергьовден, kod Ukrajinaca Юр'їв день, kod Bjelorusa Юр’я , kod Rusa Егорий Вешний, a kod Litavaca zove se Jurginės.

## Romi
Usto, to je i najveći romski blagdan (romski: Ederlezi) kojim se slavi povratak proljeća. Mnoge tradicije koje su uz njega povezane, potječu iz zajedničke tradicije mnogih naroda istočnog Sredozemlja. Na taj dan Romi se osobito svečano odijevaju, stavlja se nakit, odjekuje romska glazba i pleše se romsko kolo. Domovi se ukrašavaju cvijećem i raspupanim grančicama u znak dobrodošlice proljeću. Obredi ovog bladgana uključuju kupanje u vodi s cvjetovima, a ponegdje se i zidovi kuća peru vodom. Obično se na ovaj dan jede janje. Kao tradicionalno nomadski narod Romi su ovim blagdanom obilježavali prekid zimovanja i, pokrećući svoje čerge, ponovno polazili na put.

## Muslimani
Slična predaja sačuvala se i muslimanima na Bliskom istoku, a potječe od štovanja predkršćanskog božanstva proljeća i plodnosti koje se na arapskom jeziku naziva Hader, što znači "Zeleni". Muslimani Bosne i Sandžaka su sve do 1960.-tih godina obilježavali "Jurjevo" 6. svibnja, a danas je ovaj običaj zamijenjen obilježavanjem 1. svibnja. Obilježavanje bi počelo već 5. svibnja tj. "uoči Jurjeva". Po tradiciji izlazilo bi se na određena mjesta u prirodi, pržila bi se jaja provodili drugi običaji. U Sandžaku je uobičajen naziv "Omaha" jer se sakuplja voda koja pršti na potoku - omaha i s njom se umiva. U pojedinim krajevime Bosne se i danas obilježava "Čimburijada", proslava prvog dana proljeća, jer je čimbur vrsta omleta od jaja.

## Vanjske poveznice
- Muslimanski običaji za Jurjevo